# Clarks Hill (Indiana)
Clarks Hill es un pueblo ubicado en el condado de Tippecanoe en el estado estadounidense de Indiana. En el Censo de 2010 tenía una población de 611 habitantes y una densidad poblacional de 867,31 personas por km².

## Geografía
Clarks Hill se encuentra ubicado en las coordenadas 40°14′50″N 86°43′28″O / 40.24722, -86.72444. Según la Oficina del Censo de los Estados Unidos, Clarks Hill tiene una superficie total de 0.7 km², de la cual 0.7 km² corresponden a tierra firme y (0%) 0 km² es agua.

## Demografía
Según el censo de 2010, había 611 personas residiendo en Clarks Hill. La densidad de población era de 867,31 hab./km². De los 611 habitantes, Clarks Hill estaba compuesto por el 97.87% blancos, el 0.16% eran afroamericanos, el 0.33% eran amerindios, el 0% eran asiáticos, el 0% eran isleños del Pacífico, el 0% eran de otras razas y el 1.64% pertenecían a dos o más razas. Del total de la población el 1.15% eran hispanos o latinos de cualquier raza.